# Зорькин, Вячеслав Алексеевич
Вячеслав Алексеевич Зорькин (род. 15 февраля 1949, Кировский район, Калининская область) — государственный деятель, депутат Государственной думы третьего созыва .

## Биография
Окончил факультет журналистики Ленинградского университета. 14 декабря 1997 был избран депутатом Законодательного собрания Тверской области второго созыва.

### Депутат госдумы
19 декабря 1999 был избран депутатом Государственной Думы.
В Государственной Думе в январе 2000 вошёл в депутатскую фракцию КПРФ.